# Mehdi Carcela-González
Mehdi François Carcela-González (arabiska: المهدي كارسيلا), född 1 juli 1989, är en marockansk fotbollsspelare. 

## Klubbkarriär
Karriären började i Standard Liège, med 157 matcher och 25 mål. Han spelade för laget i två omgångar mellan 2008 och 2015.  Däremellan spelade Carcela-González för Anzhi Makhachkala i Ryssland. 2015 skrev han sedan på för Benfica i Portugal och 2016 för Granada, Spanien. 
I juli 2017 meddelade grekiska Olympiakos att Carcela-González hade skrivit på ett treårigt kontrakt hos dem. 2018 återvände han till Standard Liège.

## Landslagskarriär
Carcela representerade Belgiens olika ungdomslandslag samt spelade två landskamper för Belgiens A-landslag innan han valde att byta till Marockos landslag i december 2010. Han var med i Marockos trupp vid Afrikanska mästerskapet 2012. 2016 var  året när han gjorde sitt första landslagsmål för Marocko på hemmaplan. 
2017 spelade Carcela en match i Afrikanska mästerskapet i Gabon. Han ingick i Marockos herrlandslag vid världsmästerskapet i fotboll 2018 i Ryssland.